# ATP Challenger Barletta-2
Das ATP Challenger Barletta-2 (offizieller Name: Open Città della Disfida) ist ein Tennisturnier in Barletta, das 2016 zum ersten Mal ausgetragen wurde. Es ist Teil der ATP Challenger Tour und wird im Freien auf Sand gespielt.

## Liste der Sieger

### Einzel
| Jahr | Sieger             | Finalgegner                | Ergebnis              |
| ---- | ------------------ | -------------------------- | --------------------- |
| 2025 | Dalibor Svrčina    | Witalij Satschko           | 7:5, 6:3              |
| 2024 | Damir Džumhur      | Harold Mayot               | 6:1, 6:3              |
| 2023 | Shintarō Mochizuki | Santiago Rodríguez Taverna | 6:1, 6:4              |
| 2022 | Nuno Borges        | Miljan Zekić               | 6:3, 7:5              |
| 2021 | Giulio Zeppieri    | Flavio Cobolli             | 6:1, 3:6, 6:3         |
| 2020 | abgesagt           | abgesagt                   | abgesagt              |
| 2019 | Gianluca Mager     | Nikola Milojević           | 7:67, 5:7, 3:2 aufgg. |
| 2018 | Marco Trungelliti  | Simone Bolelli             | 2:6, 7:64, 6:4        |
| 2017 | Aljaž Bedene       | Gastão Elias               | 7:64, 6:3             |
| 2016 | Elias Ymer         | Adam Pavlásek              | 7:5, 6:4              |

### Doppel
| Jahr | Sieger                                 | Finalgegner                           | Ergebnis         |
| ---- | -------------------------------------- | ------------------------------------- | ---------------- |
| 2025 | Alexander Merino Christoph Negritu     | Mats Hermans Tiago Pereira            | 7:65, 6:2        |
| 2024 | Zdeněk Kolář Tseng Chun-hsin           | Théo Arribagé Benjamin Bonzi          | 1:6, 6:3, [10:7] |
| 2023 | Jacopo Berrettini Flavio Cobolli       | Zdeněk Kolář Denys Moltschanow        | 1:6, 7:5, [10:6] |
| 2022 | Jewgeni Karlowski Jewgeni Tjurnew      | Ben McLachlan Szymon Walków           | 6:3, 6:4         |
| 2021 | Marco Bortolotti Cristian Rodríguez    | Gijs Brouwer Jelle Sels               | 6:2, 6:4         |
| 2020 | abgesagt                               | abgesagt                              | abgesagt         |
| 2019 | Denys Moltschanow (2) Igor Zelenay (2) | Tomislav Brkić Tomislav Draganja      | 7:61, 6:4        |
| 2018 | Denys Moltschanow (1) Igor Zelenay (1) | Ariel Behar Máximo González           | 6:1, 6:2         |
| 2017 | Marco Cecchinato Matteo Donati         | Marin Draganja Tomislav Draganja      | 6:3, 6:4         |
| 2016 | Johan Brunström Andreas Siljeström     | Flavio Cipolla Rogério Dutra da Silva | 0:6, 6:4, [10:8] |